# Dot Blot

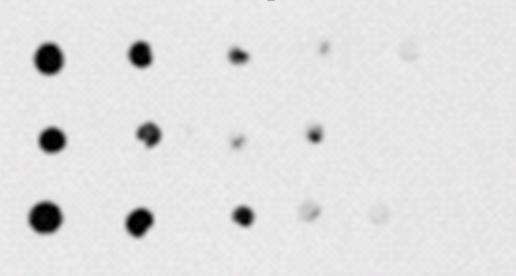
Dot Blot mit DNA-Proben

Ein Dot Blot (zu deutsch etwa 'punktförmiger Klecks') ist eine biochemische Methode zum qualitativen Nachweis von Membran-immobilisierten Molekülen durch eine Immunfärbung oder mit einer Gensonde.

## Prinzip
Eine Probe wird auf eine Membran aus Nitrozellulose oder PVDF oder auf Filterpapier getropft und anschließend oftmals eingetrocknet. Nach der Adsorption der Moleküle in der Probe an die Membran wird die Membran blockiert und einzelne Molekülsorten selektiv durch eine Immunfärbung nachgewiesen. Der Dot Blot ähnelt vom Prinzip dem Western Blot bei Proteinen bzw. dem Southern Blot bei DNA und dem Northern Blot bei RNA, jedoch ohne eine elektrophoretische Trennung der Moleküle in der Probe. Daher ist der Dot Blot vergleichsweise schneller durchzuführen, erlaubt aber keine Bestimmung der Molmasse des nachzuweisenden Moleküls und kann daher keine falsch-positive Immunfärbung erkennbar machen.